# تراول‌سنترز آمریکا
تراول‌سنترز آمریکا (انگلیسی: TravelCenters of America) شرکت خرده‌فروشی آمریکایی است، که در سال ۲۰۰۰ تأسیس شد.